# Yasmeen Ghauri
Yasmeen Ghauri (ur. 23 marca 1971 w Montrealu) – kanadyjska supermodelka pochodzenia pakistańskiego.

## Kariera
Yasmeen odziedziczyła swą tajemniczą urodę po ojcu, Pakistańczyku z pochodzenia i matce, Niemce. Jako modelka zadebiutowała w 1988 roku, jednak prawdziwy przełom w jej karierze nastąpił w 1990 roku, kiedy zaczęła coraz częściej prezentować na wybiegu kreacje renomowanych domów mody, jak choćby: Chanel, Christian Dior, Gianni Versace, Jean Paul Gaultier, John Galliano. Jest jedną z pierwszych modelek pochodzenia azjatyckiego, które przebiły się na rynek międzynarodowy i zostały supermodelkami. Wielokrotnie pozowała dla takich magazynów mody, jak: Elle, Harper’s Bazaar i Vogue. Reklamowała kosmetyki firm Revlon oraz Ralph Lauren. 
Karierę w modelingu zakończyła u szczytu popularności, mając 26 lat w 1997 roku.